# Pantopipetta weberi
Pantopipetta weberi is een zeespin uit de familie Austrodecidae. De soort behoort tot het geslacht Pantopipetta. Pantopipetta weberi werd in 1904 voor het eerst wetenschappelijk beschreven door Loman. 